# Joël Bats
Joël Bats (Mont-de-Marsan, 4 de janeiro de 1957) é um futebolista francês,  ex-goleiro da Seleção Francesa de Futebol. Atualmente é auxiliar técnico do Montreal Impact.

## Carreira

### Seleção Francesa
Tornou-se célebre no Brasil após defender, no tempo normal, um pênalti de Zico nas quartas-de-final da Copa do Mundo de 1986, a única que participou. O jogo terminou empatado em 1 a 1, assim como sua prorrogação e, na série de cobrança de pênaltis, Bats defenderia também o de Sócrates e assistiria o de Júlio César acertar a trave. 